# Provincia di Uşak
La provincia di Uşak (in turco Uşak ili) è una provincia della Turchia.

## Geografia antropica

### Suddivisioni amministrative

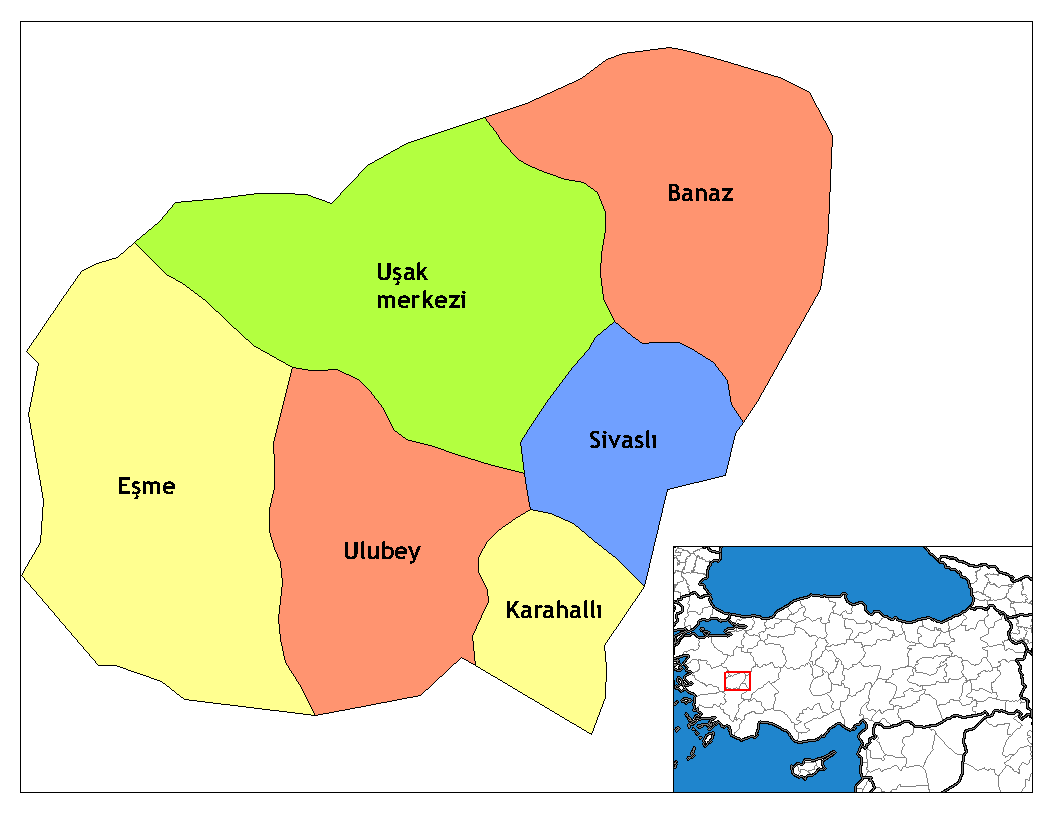
Distretti della provincia di Uşak

La provincia è divisa in 6 distretti: 	
- Uşak (centro)
- Banaz
- Eşme
- Karahallı
- Sivaslı
- Ulubey

Fanno parte della provincia 24 comuni e 244 villaggi.